# Edvard Kardelj
Edvard Kardelj (AFI: [ˈéːdʋaɾt kaɾˈdéːl]), conosciuto anche con lo pseudonimo di Sperans e con i nomi di battaglia partigiani di Krištof, J. Bevc, Ivan Kovač, Ivan Ukmar e Tone Brodar (Lubiana, 27 gennaio 1910 – Lubiana, 10 febbraio 1979) è stato un politico, economista, pubblicista e partigiano sloveno.Fu uno dei principali artefici del massacro di Kočevski rog.

## Biografia
Nato a Lubiana, nell'allora Ducato di Carniola (al secolo facente parte dell'Impero austro-ungarico), Kardelj fu uno dei più importanti dirigenti del movimento sloveno di liberazione (OF) durante la seconda guerra mondiale. Già durante la guerra, divenne uno dei più importanti collaboratori politici di Josip Broz Tito. Al termine del conflitto, occupò importanti posizioni all'interno dell'apparato politico della Lega dei Comunisti, sia quello sloveno, sia quello federale.
Negli anni cinquanta, a seguito della brusca rottura di Tito con Stalin, Kardelj divenne, assieme a Milovan Đilas, Vladimir Bakarić e allo stesso Tito, il principale teorico della cosiddetta "via jugoslava al socialismo", passata alla storia con l'improprio nome di Titoismo, caratterizzata dalla particolare teoria del lavoro associato, consistente nel possesso ed autogestione (samoupravljanje) del complesso industriale da parte degli stessi lavoratori e nella susseguente condivisione dei profitti. Alla fine degli anni cinquanta, Kardelj fu allontanato dalla direzione centrale del Partito, pur mantenendo una consistente influenza in Slovenia, dove però, dalla seconda metà degli anni sessanta, il cambio generazionale portò al potere un'élite maggiormente propensa all'introduzione di riforme in senso liberale, soprattutto nel campo economico. Con la svolta autoritaria di Tito nella prima metà degli anni settanta, Kardelj riapparve prontamente sulla scena politica. Gli fu affidata la redazione della Costituzione del 1974 che portò a una forte decentralizzazione della Jugoslavia e alla trasformazione del Partito Comunista Jugoslavo in una confederazione di 8 partiti nazionali e regionali.
Kardelj fu nominato membro dell'Accademia Slovena delle Scienze e delle Arti (SAZU) e, per il suo impegno bellico, fu decorato come "Eroe Nazionale della Jugoslavia". Oltre a molte strade e piazze, la città costiera dalmata di Porto Tolero (in croato Ploče) fu denominata Kardeljevo in suo onore (negli anni 1950-1954 e 1980-1990), anche se dopo il collasso del regime socialista ne è stato ripristinato il nome precedente.

## Morte ed eredità
Kardelj morì per tumore del colon a Lubiana il 19 febbraio 1979.